# Allium antalyense
Allium antalyense là một loài thực vật có hoa trong họ Amaryllidaceae. Loài này được Eren, Çinbilgel & Parolly mô tả khoa học đầu tiên năm 2007.